# 黃虹霞
黃虹霞（1954年—），臺北市人，畢業於國立臺灣大學法律學系法學士，曾任律師、臺大法律系兼任教師、國際婦女法學會中華民國分會理事長、臺北律師公會常務監事，2015年至2023年間為司法院大法官。擔任律師期間即承辦過多起公益辯護案件，2015年獲得時任總統馬英九提名擔任司法院大法官，致力婦女權利保障工作。

## 經歷
黃虹霞生於臺北市松山區，幼時家中經濟較不寬裕，父母以務農為業，後依其自立苦讀，先後考取北一女及臺大法律系，並順利先後於1977、1979年通過司法官、律師高等考試。
黃虹霞大學畢業後成為執業律師，多次投入公益案件之訴訟，如白曉燕案殉職曹警官之遺腹子認祖歸宗案、前體育國手古金水平反案、江國慶冤獄平反案，以及連江縣劉立群縣長逝世後辯護案，積極維護當事人權益，最後於2015年4月獲得時任總統馬英九提名為大法官候選人，並於同年10月1日正式就任。

## 司法院大法官
黃虹霞在2015年獲得當時的總統馬英九提名，擔任司法院大法官，任期到2023年9月結束。她是第一位出身律師界而任滿8年的大法官，在法律學者居多的大法官中，言詞辯論提問、評議討論、提出的意見書風格都有特殊之處。黃虹霞因發言活躍，被司法院人員稱為「大姊大」，大法官黃瑞明描述她「戰鬥力十足」，許志雄則稱她的行事風格「疾如風」。